# Эрдэнэ-Очирын Очирсурэн
Эрдэнэ-Очирын Очирсурэн (монг. Эрдэнэ-Очирын Очирсүрэн; род. 14 июля 1985, Монголия) — монгольская лыжница, участница двух Олимпийских игр и двух чемпионатов мира.

## Карьера
В Кубке мира Эрдэнэ-Очирын Очирсурэн дебютировала в спринтерской гонке 29 ноября 2008 года, дебютная гонка оказалась единственной в карьере спортсменки гонкой в рамках Кубка мира, в ней она заняла 74-е место.
На Олимпийских играх 2006 года в Турине была 68-й в гонке на 10 км классическим стилем.
На Олимпийских играх 2010 года в Ванкувере заняла 73-е место в гонке на 10 км свободным стилем.
За свою карьеру принимала участие в двух чемпионатах мира, лучший результат 65-е место в спринте классическим стилем на чемпионате мира 2005 года в Оберстдорфе.